# Santa Águeda (Zurbarán)
Santa Águeda es el tema de dos cuadros de Francisco de Zurbarán que forman parte de unos lienzos conocidos como Santas de Zurbarán. Componen las referencias 109 y 182 en el catálogo razonado y crítico, realizado por la historiadora del arte Odile Delenda, especializada en este pintor. No se conocen obras del obrador de Zurbarán sobre este tema cuya calidad sea digna de mención.

## Tema de las obras
Según una leyenda hagiográfica recogida por Santiago de la Vorágine en la Leyenda áurea, Águeda de Catania fue una joven martirizada durante la persecución de Decio. Quintianus, procónsul de Sicilia, se encaprichó de ella, pero Águeda lo rechazó, puesto que ya había hecho voto de virginidad. Quintianus se vengó, enviándola a un lupanar, donde milagrosamente Águeda pudo mantenerse virgen. Quintianus ordenó que la torturaran y que le cortaran los senos. Águeda tuvo una visión de San Pedro, quien curó sus heridas, pero la joven siguió siendo martirizada, muriendo en la ciudad de Catania.
La veneración a Santa Águeda es muy antigua. Su nombre figura en el canon de la misa, y Isidoro de Sevilla compuso, en el año 636, dos himnos en su honor, usados en el rito mozárabe. Sin embargo, en la España de la Contrarreforma esta santa fue poco representada —sin duda debido a la visión de sus senos amputados— pero tanto la orden de la Merced, como los conventos hospitalarios deseaban una imagen suya, como protectora de la lactancia.

## Análisis de las obras

### Versión del Museo Fabre
- Datación: ca.1635;
- Pintura al óleo sobre lienzo; 129 x 61 cm;
- Montpellier, Museo Fabre (Inv. n.º 171);
- Catalogado por Odile Delenda con la referencia 109, y por Tiziana Fabri con la 92.[4]

Por su formato y dimensiones, esta obra podría haber formado pendant con el San Fernando del Museo del Hermitage, en un mismo retablo. Águeda parece caminar, con la cabeza graciosamente inclinada hacia su hombro derecho. Su negro cabello está peinado en sencillas bandas, y su rostro —semejante al de Santa Margarita— expresa el ideal de belleza femenina del pintor. La santa viste un corpiño de color azul-verdoso oscuro, que deja libres las mangas, de color amarillo brillante. Lleva un espléndido manto bermellón atado con un grueso nudo en la espalda, y su falda —que parece demasiado larga— es de color malva-ciruela. Los colores destacan sobre un fondo oscuro, con técnica perfecta e iluminación tenebrista.

#### Procedencia
1. Sevilla, Convento de la Merced Calzada (?);
2. Sevilla, Alcázar, sala 7, n.º 232, 1810;
3. Llevado a Francia, procedente del expolio napoleónico en España.
4. Colección mariscal Soult, en París, 1810 (?)-1852;
5. París, venta Soult, 22 de mayo de 1852, n.º 34,
6. comprado  1540 FF para el museo Fabre de Montpellier, con los fondos de la renta Collot.[6]

### Versión de Madrid

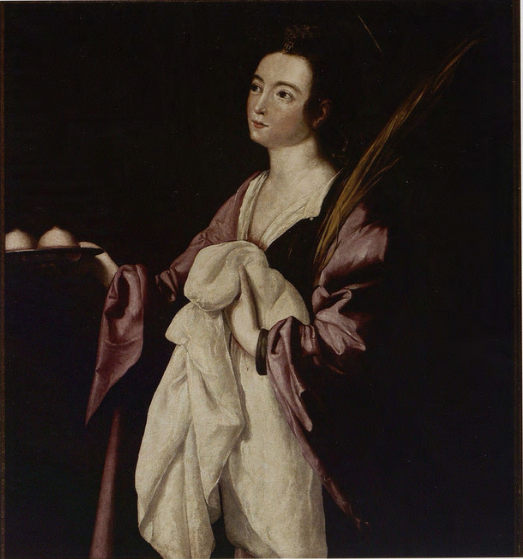
Versión de una colección privada, en Madrid

- Fecha de realización: ca.1640-1645

- Pintura al óleo sobre lienzo; 97 x 110 cm;
- Madrid, colección privada;
- Catalogado por Odile Delenda con la referencia 182.

Este lienzo había sido engrandecido por los cuatro costados —de forma habilidosa y muy convincente— por lo que la santa aparecía de cuerpo entero. Una restauración reciente ha eliminado numerosos repintes y le ha devuelto su formato original de tres cuartos. La versión de Santa Lucía existente en la Sociedad Hispánica de América es notablemente parecida al presente lienzo, que seguramente fue el modelo para aquella obra de Nueva York. Actualmente, se puede admirar de nuevo el rico cromatismo propio de Zurbarán, con sus blancos marfileños y el hermoso color rosa-morado del manto. También es muy típico del maestro la forma de dar volumetría a la figura, gracias al tratamiento de los pliegues de la vestimenta, así como la iluminación, que realza el claroscuro. Por desgracia, el rostro del personaje está desgastado por restauraciones antiguas.

#### Procedencia
1. Sevilla, colección privada;
2. Madrid, colección Linares; Madrid,
3. Colección Manuel Arburúa.[8]